# Askari Mohamadian
Askari Mohamadian (Mazandaran, Irán, 2 de marzo de 1963) es un deportista iraní retirado especialista en lucha libre olímpica donde llegó a ser subcampeón olímpico en Seúl 1988.

## Carrera deportiva
En los Juegos Olímpicos de 1988 celebrados en Seúl ganó la medalla de plata en lucha libre olímpica de pesos de hasta 57 kg, tras el luchador soviético Sergei Beloglazov (oro) y por delante del surcoreano Noh Kyung-sun (bronce).